# Fuller's Brewery
Fuller's Brewery  (officielt Fuller, Smith & Turner P.L.C.) er et uafhængigt familieejet regionalt bryggeri, der blev etableret 1845, og som er beliggende i Chiswick i det vestlige London, hovedstaden i Storbritannien.
Der er blevet brygget øl hos Fuller's i Chiswick i mere end 350 år – helt tilbage til Oliver Cromwells tid. Fra det oprindelige bryggeri i Bedford Houses have på Chiswick Mall, har virksomheden ekspanderet til i dag, udover at eje bryggerier, at eje og drive mere end 380 pubber rundt om i landet.
Gennem årene har Fuller's opbygget et godt omdømme for at drive gode pubber og brygge godt øl, herunder øl som London Pride og ESB (Extra Special Bitter), der begge har vundet adskillige priser, blandt andet Champion Beer of Britain.